# Christophe Roger-Vasselin
Christophe Roger-Vasselin (Londra, 8 luglio 1957) è un ex tennista francese.
Il figlio Édouard ha seguito le sue orme intraprendendo la carriera da tennista professionista.

## Carriera
A livello giovanile riesce a vincere l'Open di Francia 1975, tra i professionisti è noto maggiormente per la semifinale raggiunta durante il Roland Garros 1983 dove ha eliminato il numero uno al mondo Jimmy Connors.
Ha vinto due titoli nel doppio maschile mentre in Coppa Davis ha giocato quattro match con la squadra francese vincendone due.

## Statistiche

### Doppio

#### Vittorie (2)
| Numero | Anno              | Torneo              | Superficie  | Compagno       | Avversari in finale     | Punteggio     |
| 1.     | 25 settembre 1977 | Coupe Poree, Parigi | Terra rossa | Jacques Thamin | Ilie Năstase Ion Țiriac | 6-2, 4-6, 6-3 |
| 2.     | 24 giugno 1980    | Vienna Open, Vienna | Terra rossa | Gianni Ocleppo | Pavel Složil Tomáš Šmíd | Walkover      |